# Jom (ou L'Histoire d'un peuple)
Pour plus de détails, voir Fiche technique et Distribution.
Jom (ou L'Histoire d'un peuple) est un film sénégalais en couleurs d'Ababacar Samb Makharam sorti en 1982.
Le Jom est à l'origine de toutes les vertus, la dignité, le courage, une certaine beauté du geste, la fidélité à l'engagement, le respect d'autrui et de soi-même. Incarnation de la mémoire africaine, Khaly le griot traverse les époques pour témoigner combien le Jom est à la base de la résistance à l'oppression : celle qui oppose le colonisateur au peuple asservi, le maître au domestique, le patron d'usine aux ouvriers.

## Synopsis
Dans un quartier déshérité, Gramimina décharge sa colère sur son mari peintre : il n'assure pas les frais du ménage. Une autre femme chasse son mari pour les mêmes raisons. Un homme arrive qui déclenche l'ire de sa femme (Aminata Fall) car il n'a pas passé la nuit à la maison.
Au cours d'un repas, le griot Khaly parle à un jeune auditoire : « Ma parole est sentence. C'est comme un élastique qui s'étire sans se casser. C'est une vérité immuable, éternelle ». Et il s'adresse à Madjeumbe en montrant la photo d'une tête noire au bout d'un pic tenu par un colon : « J'interroge le passé sans répondre ». Les images montrant un jardin où évoluent des femmes parées de couleurs vives qui se rendent à une réception du commandant de la colonie, on l'entend encore indiquer que depuis la fin de la liberté, chacun avait deux voies : collaborer et avoir des relations avec l'étranger ou bien vivre dans la voie du refus et préserver son jom.
On le retrouve dans une hutte où Dieri, enfant de la reine Dior Fall, l'attend assis en tailleur. Khaly lui offre un manteau blanc « dont chaque fibre est une partie de notre peuple » et un pistolet. Les femmes saluent Dieri et l'encouragent à défendre leur honneur. Arrivent les anciens qui font de même en indiquant que la séparation est la conséquence de toute union. Dieri, qui affirme que « le temps de partir est le temps de mourir », se rend au siège du pouvoir colonial et monte seul dans le bureau d'un gradé qui le traite de trouble-fête. Dieri marque son refus de collaborer et s'oppose à lui qui cherche à le maîtriser. Entendant des coups de feu, son ami Sarithie se précipite et tous deux tuent les soldats français et sénégalais avant de s'enfuir. Dieri offre son sabre à Sarithie. Le griot Khaly chante son mérite. Poursuivi dans une forêt de baobabs par le prince Canar Fall, soumis aux Français, Dieri préfère se poignarder plutôt qu'être fait prisonnier.
Khaly indique défier la mort et traverser les époques : « auteur éternel, je m'empare de l'Histoire ». Il est à nouveau face à son auditoire du repas pour affirmer que son chant est émotion et imagination.
Madjeumbe rejoint son père dans son atelier de bijouterie et lui raconte combien son patron divise les ouvriers. Son père l'engage à rester solidaire et ne pas céder. Lors d'une réunion syndicale, les ouvriers s'opposent sur le fait de reprendre ou non le travail. Madjeumbe les calme et appelle à ne le faire que si les licenciés sont réintégrés. La poursuite de la grève est votée. Khaly présente Madjeumbe comme le fils spirituel de Dieri.
Dans le quartier du début du film, une femme reçoit une lettre pour les frais scolaires. À l'école, le maître comprend ses difficultés.
Le directeur de l'usine, Monsieur Diop, propose aux syndicalistes une augmentation spéciale pour eux, ce qui rend furieux Madjeumbe car rien ne change pour les ouvriers. Un syndicaliste accepte 4 000 francs français du patron pour encourager les ouvriers à reprendre le travail. Arrivé chez lui, il donne des billets à son épouse et sa mère qui les refusent, l'accusant de trahison. Le directeur va rencontrer la femme de Madjeumbe et lui donne de l'argent « pour les enfants », qu'elle lui rend méfiante. Il se rend de même à l'atelier du père de Madjeumbe et lui donne d'entrée de l'argent pour qu'il remette son fils dans le droit chemin. Le père lui rend également l'argent.
Dans une villa chic, la patronne tance et méprise une domestique. Khaly rend visite à son mari qui lui demande d'animer une fête traditionnelle. « Je suis né griot et j'en vis », lui répond Khaly mais « je ne chante que ce qui est beau, majestueux ». Il fait alors le récit d'une sécheresse telle que les habitants d'une contrée doivent s'exiler à la ville. On voit leur exode et les animaux morts de soif. Le griot les prévient qu'ils vont affronter le plus difficile : l'homme, leur semblable. Arrivés à Saint-Louis du Sénégal, Khaly les encourage à venir accueillir la grande danseuse Koura Thiaw. La femme qui l'héberge traite de même mal ses domestiques. Lors de sa prestation enflammée devant une grande foule dans une rue où flotte le drapeau français, la danseuse l'exhorte de « laisser les bonnes du Walo en paix », rappelant que le travail domestique ne signifie pas esclavage. Arrêt sur image : Khaly proclame que Koura Thiaw « restaure la dignité aux humiliées et depuis son chant de révolte est sur toutes les lèvres à chaque soleil levant ».
Alors que le syndicaliste acheté incite les ouvriers à reprendre le travail, Madjeumbe s'y oppose, mais le groupe se coupe en deux. Arrivent les femmes, notamment l'épouse et la femme du syndicaliste corrompu. Un autre syndicaliste dit qu'on peut faire grève, mais pas empêcher les autres de travailler. Les femmes le débordent et chassent les casseurs de grève. Khaly chante leurs louanges en une psalmodie finale sur le jom.

## Fiche technique
- Réalisation : Ababacar Samb Makharam
- Scénario : Ababacar Samb Makharam, Babacar Sine
- Musique : Lamine Konte
- Image : Peter Chappell, Orlando Lopez
- Son : Maguette Salla
- Montage : Alix Régis
- Production : Baobab Film  Sénégal, ZDF Mainz  Allemagne
- Langue originale : wolof
- Format : couleur — 35 mm panoramique
- Genre : drame
- Durée : 80 minutes
- Date de sortie : 1982

## Distribution
- Oumar Seck: Dieri Dior Ndella
- Lamine Amadou Camara : Madjeumbe
- Abou Camara : N'Dougoutte
- Zator Sarr : Monsieur Diop
- Fatou Samb Fall : Madame Diop
- N'Deye Ami Fall : Madame Sall
- Dumi Sene : Koura Thiaw
- Oumar Gueye : Khaly
- Makhouredia Gueye : Canar Fall
- Aimée Diallo : la femme de Dieri
- Charly : le gouverneur
- M'Bayang Gaye : Madame Madjeumbe
- Isseu Niang: la sœur de Dieri
- Kewe N'Diaye : une bonne
- Fatou Fall : deuxième bonne
- Deba N'Diaye : troisième bonne
- Jacques Maillard : l'officier
- Madiodio Lam : l'amie de Mme Sall

## Production
Il faut au réalisateur deux années de recherches dans les archives tant au Sénégal qu'en France pour tisser les composantes historiques du scénario écrit en collaboration avec le sociologue sénégalais Babacar Sine. La version finale est la quatrième. Il est réalisé avec une équipe mixte de techniciens occidentaux et africains, et une équipe d'acteurs professionnels et non professionnels dont Oumar Seck et Isseu Niang du Théâtre national Daniel Sorano de Dakar. La partition musicale est du célèbre musicien et compositeur sénégalais Lamine Konte.
Le budget de 60 millions de FCFA a été en partie financé par un prêt du gouvernement sénégalais. La réalisation et la finition du film durent quatre ans, par manque chronique d'argent et le réalisateur se retrouve avec 50 millions de dettes.
En 1982, le film est présenté hors compétition à la Semaine de la critique du Festival de Cannes et est projeté au Festival international du film du tiers monde de Paris, ainsi qu'au Festival de cinéma panafricain et arabe de Mogadiscio (Mogpaafis).

## Accueil
Des critiques sont gênés par l'aspect didactique du film. Férid Boughedir va jusqu'à parler d'« honorable échec ». Louis Marcorelles a un jugement plus positif : « Il déploie les tons et rapports de couleur, de lumière, avec une infinie douceur, à l'image d'un récit qui esquisse, flâne, sans jamais vouloir prouver quoi que ce soit ». Quant à Paulo Antonio Paranagua, il célèbre la beauté plastique de Jom et la chaleur humaine qui émane du griot et de personnages féminins vifs et énergiques. Un critique américain va jusqu'à comparer Jom au cinema novo brésilien, en tant que « manifeste politico-esthétique ».

## Distinctions
- Prix du jury catholique international au 8ème FESPACO, 1983[3].
- Grand prix du Festival du nouveau cinéma de Montréal, 1983[6].

## Analyse
Jom (ou L'Histoire d'un peuple) est un des rares films sénégalais à montrer des mouvements sociaux ou des manifestations. Il est aussi un des films où la tradition orale rompt avec le réalisme. Il est pour sa première partie basé sur l'histoire de Dieri Dior Ndella, un prince légendaire du début du XXe siècle qui a été amené à tuer un administrateur colonial français pour sauver son honneur. Il est pris en embuscade par Canar Fall, qui appartient aussi à l'aristocratie féodale du Sénégal.
Ababacar Samb Makharam indique qu'il a privilégié les plans américains et les gros plans pour établir un lien entre les personnages et les spectateurs, sans chercher à les lier à la nature comme dans la plupart des réalisations de l'époque, tout en respectant le rythme africain dans le récit, les dialogues et les comportements. Il a de même évité les champs-contre champs.